# Gabriel Davis
Pour les articles homonymes, voir Davis.
(en) Statistiques sur pro-football-reference
Gabriel Davis, né le 1er avril 1999 à Fernandina Beach, est un sportif professionnel américain de football américain jouant au poste de wide receiver dans la National Football League (NFL) depuis la saison 2020 depuis la saison 2020, actuellement chez les Jaguars de Jacksonville.

Sélectionné lors du 4e tour de la draft 2020 de la NFL par la franchise des Bills de Buffalo, il y joue quatre saisons avant de devenir agent libre. Il rejoint les Jaguars en 2024.
Au niveau universitaire, il a joué pendant trois saisons pour les Knights représentant l'Université du Centre de la Floride dans la NCAA Division I FBS.